# Карбонатні гірські породи
Карбонатні породи — гірські породи (г.п.), складені в основному карбонатами природними утвореннями. До цієї групи можуть бути віднесені всі гірські породи, що складаються з кальциту, арагоніту, доломіту, магнезиту, сидериту, анкериту, родохрозиту, вітериту і інш.

## Основні складові мінерали і їх походження
Основні мінерали, що складають карбонатні гірські породи: кальцит, доломіт, магнезит. У карбонатних гірських породах майже завжди присутні глиниста і органічна речовина, кварц, часто глауконіт, пірит, фосфорит і т. д.
Основна маса карбонатних порід утворилася осадовим шляхом в морських і озерних басейнах.

## Класифікація
Виділяється 3 головні генетичні типи карбонатних порід:
- органогенні
- хемогенні
- уламкові.

Карбонатні породи складають близько 20 мас. % від усіх осадових утворень; вони відомі у відкладах різного віку, потужність пластів може досягати декількох сотень м.
Карбонатні породи дуже різноманітні за речовинним складом, структурою і походженням, внаслідок чого серед них виділяють багато типів і різновидів. Основну масу карбонатних порід поділяють в залежності від вмісту в них кальциту і доломіту і від співвідношення карбонатної і теригенної складових на такі різновиди:
- вапняк [СаСО3 95-100 %, CaMg (СО3)2 5-0 %];
- доломітовий вапняк (відповідно 50-95 % і 50-5 %);
- вапняковий доломіт (5-50 % і 95-50 %);
- доломіт (0-5 % і 100-95 %).

За вмістом СаСО3 і глини виділяють:
- вапняк (доломіт) (95-100 % і 5-0 %);
- глинистий вапняк (доломіт) (75-95 % і 25-5 %);
- мергель, доломітовий мергель (25-75 % і 75-25 %);
- вапнякову (доломітову) глину (5-25 % і 95-75 %); глину (0-5 % і 100-95 %).

Різко відрізняється за структурою найчистіший різновид карбонатних порід — крейда, що складається в осн. з тонких часток розміром 1-3 мкм (залишки морських водоростей кокколітофорид).
Карбонатні породи в залежності від межі міцності на стиск поділяються на:
- тверді (Т) з межею міцності при стиску більш — 600 кгс/см²
- середньої твердості (СТ) з межею міцності при стиску більше 300–600 кгс/см²
- м'які (М) з межею міцностей при стиску більше — 100–300 кгс/см²
- дуже м'які (ДМ) з межею міцності при стиску менше 100 кгс/см²

## Застосування
Карбонатні породи належать до найбільш універсальних видів мінеральної сировини і застосовуються у багатьох галузях господарства.
Найбільші споживачі карбонатних порід — промисловість будівельних матеріалів (виробництво цементу, вапна, щебеню, штучного і облицювального каменю), чорна металургія (флюсові вапняки, вогнетриви) і сільське господарство (вапнування кислих ґрунтів і добавка до корму худоби та птахів). Карбонатні породи використовується в кольоровій металургії, хімічній, цукровій, целюлозно-паперовій, електротехнічній, парфюмерній і інших галузях.